# 張子濱
張子濱（1948年—）是前台灣足球運動員、足球教練，司職守門員。他曾效力於南友足球隊，並任教於臺南市私立長榮高級中學。1986年，他帶領中華台北女子足球代表隊奪得大洋洲女子足球錦標賽冠軍。1991年，率領女足代表隊參加亞足聯女子錦標賽，於季軍戰戰至互射十二碼淘汰朝鮮，成功獲得1991年國際足協女子世界盃參賽門票，並帶領球隊在這場賽事小組賽上以1勝2負的成績晉級八強賽。

## 外部連結
- 張子濱 – FIFA國際賽競賽紀錄 (存檔)
- Soccerway資料庫：張子濱